# Мъжечно-надгръклянникова съгласна
Мъжечно‐надгръклянниковите съгласни представляват двойно учленени съгласни звукове, плод на едновременно допиране задната част (корена) на езика до мъжеца и допиране ариепиглоталните гънки до надгръклянника. Пример за такива звукове в човешката реч е сомалийската беззвучна мъжечно‐надгръклянникова преградна съгласна [q͡ʡ] ([q͡ʡíìq͡ʡ] – „димя“).